# In + Out Records
In + Out Records ist ein von Frank Kleinschmidt 1988 in Deutschland gegründetes unabhängiges Musiklabel, das sich auf Tonträger mit Jazz spezialisiert hat.

## Geschichte
Gabriele Kleinschmidt (1939–2023) organisierte seit 1974 Europatourneen einiger sehr bekannter und angesehener Künstler des Avantgarde Jazz. Schon mit 16 Jahren begleitete Sohn Frank Kleinschmidt im Auftrag seiner Mutter eine Tournee von Elvin Jones. Ergänzend gründete er das Label, um aktuelle Aufnahmen der Acts zu vermarkten. In + Out Records entwickelte sich zum fruchtbaren Joint Venture: Der Tonträger promotete die Tourneekonzerte und umgekehrt.
Von Anfang an zielte das Label auf die Herstellung von Ton- und Videoaufnahmen innovativer zeitgenössischer Jazzmusik unter Verwendung fortgeschrittener Technologie. Das Unternehmen, das in Freiburg im Breisgau beheimatet ist, wurde nach einem Album von Joe Henderson aus dem Jahr 1964 benannt, das Kleinschmidt besonders mag. In den ersten Jahren konzentrierte sich das Label neben Airto Moreira und Flora Purim auf Tonträger von Grant Calvin Weston, James Blood Ulmer, Woody Shaw, Nat Adderley und Buster Williams. Ab 1990 kamen europäische Künstler wie Urszula Dudziak, Lucas Heidepriem, Hans Koller, Jasper van’t Hof, Aladár Pege sowie Rolf und Joachim Kühn hinzu. Weiterhin erschienen Aufnahmen von Lester Bowies Brass Fantasy, die All-Star-Formation Roots (mit Arthur Blythe, Sam Rivers, Nathan Davis, Chico Freeman und Don Pullen), Larry Coryell, Karl Berger, Art Blakey oder Johnny Griffin. In den letzten Jahren erschienen Aufnahmen von Sun Ra Arkestra, Nicholas Payton, Ron Carter, Ratko Zjača, Simone Zanchini, Amina Figarova, Billy Cobham, Lynne Arriale, Willy Ketzer, Kim Barth, Christian Muthspiel / Steve Swallow bei In + Out Records. Paul Kuhn war dem Label exklusiv für seine Rückkehr zum Jazz und damit seine gesamte „zweite Karriere“ verbunden.
In + Out Records ist eine der wenigen Plattenfirmen, die noch Schallplatten produzieren: Zusätzlich zu CDs werden audiophile Pressungen in limitierter Auflage auf Premium-Vinyl hergestellt.

## Lexikalischer Eintrag
- Jürgen Wölfer: Jazz in Deutschland. Das Lexikon. Alle Musiker und Plattenfirmen von 1920 bis heute. Hannibal Verlag, St. Höfen 2008, ISBN 978-3-85445-274-4